# FCルチ・ウラジオストク
FCルチ・ウラジオストク（ロシア語: Футбольный клуб "Луч" Владивосток, 英語: FC Luch Vladivostok）は、ロシア・沿海州ウラジオストクを本拠地とするサッカークラブである。2005年には1部リーグを制し、翌2006年からは、プレミアリーグに参戦している。2007年は成績が振るわずに1部リーグに降格しかけた。
2003年以前は、ただ単に『ルチ』と呼ばれていたが、エネルギー供給企業のダリエネルゴの支援を受け、ルチ・エネルギアと改名した。
2008年は、最下位で終え、ロシア1部リーグに降格することになった。
2018年7月、ルチに再改名。

## クラブ名の遍歴
- 1958: ディナモ (Динамо)
- 1959-2003: ルチ (Луч)
- 2003-2018: ルチ・エネルギア (Луч-Энергия)
- 2018-: ルチ (Луч)

## 歴史
ルチは1958年からソビエト選手権に参戦。当初Bクラス極東地区に配属、1965年に優勝したことによりAクラスへ昇格する。1972年のリーグ改革が行われるまで続いた。
1972年から1991年までソビエトリーグ2部東地区に参戦、1984年の準優勝が最高成績であった。
1992年のソ連崩壊によりロシア1部リーグ東地区に所属し優勝する。翌1993年にはトップリーグに参戦するも15位に終わり降格する。
1994年から1997年までの4年間は1部リーグに参戦、1998年から2003年まではその下の2部リーグ(3部相当)でプレーと、低迷期を迎える。2003年に2部リーグ東地区で優勝したことにより1部復帰を果たす。2004年から2シーズンかけてプレミアリーグに復帰した。
2008年は、最下位で終え、ロシア1部リーグに降格することになった。
そのことは財政的な問題に加え、主力選手の放出につながり、かつて太平洋岸の要塞都市であったこの町のクラブにとっては大きな痛手を被ることとなった。

## 問題点
ロシア極東に位置するため、西部に位置する相手チームにとっては重大な問題を突きつけられることになる。例えば、ホームでゼニト・サンクトペテルブルクを迎えたときのこと、エフゲニ・ステパノフ (Evgeny Stepanov)、 アレクサンデル・ザライスキ(Aleksandr Zaraysky)、ヴェロニカ・ダヴィドワ(Veronika Davidova)のゼニトファン三人組がはるばるサンクトペテルブルクから15,000kmかけて休まず車を運転したが、ウラジオストクに着いたときには故障して帰れなくなり、仕方なくシベリア鉄道で帰らざるをえなかった。そのため、2006年10月1日に彼らに新しい自動車を進呈したほどである。
また、CSKAモスクワのゴールキーパーであるイゴール・アキンフェエフは、7時間のフライトのせいで0-4でCSKAが負けた際に、『ルチは、Jリーグでプレーすべきだ。』とぼやいたほどである。
加えて、所属選手はアウェー戦の際は長距離移動をせざるをえない。マティヤ・クリスティッチは、『我がチームはすべてのアウェー戦が旅行するくらいの距離だと思うと、他のチームにとっては年一回しかないのも悪くはないね。』と言った。また、スルジャン・ラドニッチは、『酷いにもほどがある、ウラジオストクはモスクワからみて約6500kmも離れているのだから、プレミアリーグをヨーロッパ側とアジア側の2つに分けるべきじゃないか。』と言う意見がでた。

## タイトル

### 国内タイトル
なし

### 国際タイトル
なし

## 過去の成績
| 年度    | 所属     | 順位 | 試 | 勝 | 分 | 負 | 得 | 失 | 点 | カップ戦 | 欧州 | 欧州 | 監督                          |
| ------- | -------- | ---- | -- | -- | -- | -- | -- | -- | -- | -------- | ---- | ---- | ----------------------------- |
| 1992    | 1部東    | 1    | 30 | 20 | 4  | 6  | 44 | 14 | 23 | —        | —    | —    | ブルチャルキン イフチェンコ   |
| 1993    | プレミア | 15   | 34 | 11 | 7  | 16 | 29 | 56 | 29 | R256     | —    | —    | イフチェンコ                  |
| 1993    | 入替戦   | 4    | 5  | 2  | 2  | 1  | 11 | 9  | 6  | R256     | —    | —    | イフチェンコ                  |
| 1994    | 1部      | 12   | 42 | 15 | 11 | 16 | 44 | 53 | 41 | —        | —    | —    | サエンコ                      |
| 1995    | 1部      | 6    | 42 | 20 | 6  | 16 | 51 | 48 | 66 | R256     | —    | —    | ブルチャルキン                |
| 1996    | 1部      | 15   | 42 | 14 | 12 | 16 | 39 | 49 | 54 | R128     | —    | —    | スゼケチ                      |
| 1997    | 1部      | 22   | 42 | 3  | 12 | 27 | 23 | 76 | 21 | —        | —    | —    | コベルスキー                  |
| 1998    | 2部東    | 7    | 30 | 14 | 6  | 10 | 42 | 24 | 48 | R64      | —    | —    | フェドヤキン                  |
| 1999    | 2部東    | 7    | 30 | 14 | 7  | 9  | 43 | 32 | 49 | R128     | —    | —    | フェドヤキン                  |
| 2000    | 2部東    | 4    | 24 | 12 | 3  | 9  | 41 | 26 | 39 | R512     | —    | —    | カラムヤン ズラフリョフ       |
| 2001    | 2部東    | 8    | 28 | 9  | 10 | 9  | 31 | 29 | 37 | R128     | —    | —    | ルクヤノフ                    |
| 2002    | 2部東    | 6    | 30 | 15 | 6  | 9  | 51 | 34 | 51 | R512     | —    | —    | トルキン ズラフリョフ         |
| 2003    | 2部東    | 1    | 24 | 16 | 4  | 4  | 53 | 23 | 52 | R512     | —    | —    | ズラフリョフ アンチホヴィッチ |
| 2004    | 1部      | 14   | 42 | 15 | 11 | 16 | 50 | 50 | 56 | R128     | —    | —    | アンチホヴィッチ パブロフ     |
| 2005    | 1部      | 1    | 42 | 27 | 11 | 4  | 81 | 32 | 92 | R64      | —    | —    | パブロフ                      |
| 2006    | プレミア | 7    | 30 | 12 | 5  | 13 | 37 | 39 | 41 | R16      | —    | —    | パブロフ                      |
| 2007    | プレミア | 14   | 30 | 8  | 8  | 14 | 26 | 38 | 32 | R32      | —    | —    | パブロフ                      |
| 2008    | プレミア | 16   | 30 | 3  | 12 | 15 | 24 | 53 | 21 | R32      | —    | —    | ブリッチ アルトマン           |
| 2009    | 1部      | 14   | 38 | 13 | 11 | 14 | 42 | 43 | 50 | R32      | —    | —    | イェメリャコフ ポベガロフ     |
| 2010    | 1部      | 12   | 38 | 13 | 13 | 12 | 42 | 42 | 52 | QF       | —    | —    | ナザレンコ アルコス           |
| 2011–12 | 1部      | 17   | 48 | 11 | 21 | 16 | 37 | 39 | 54 | R16      | —    | —    | アルコス パブロフ             |
| 2012-13 | 2部東    | 1    | 30 | 18 | 8  | 4  | 48 | 27 | 62 | R128     | —    | —    | イェメリャコフ                |
| 2013-14 | 1部      | 8    | 36 | 15 | 10 | 11 | 40 | 25 | 55 | SF       | —    | —    | イェメリャコフ グリゴリャン   |
| 2014–15 | 1部      | 10   | 34 | 11 | 9  | 14 | 40 | 46 | 42 | R32      | —    | —    | グリゴリャン ウシャヒン       |
| 2015–16 | 1部      | 15   | 38 | 12 | 9  | 17 | 31 | 46 | 45 | R4       | —    | —    | ヴェレテンニコフ ペレドゥニャ |
| 2016–17 | 1部      | 16   | 38 | 9  | 15 | 14 | 27 | 41 | 42 | R4       | —    | —    | ペレドゥニャ                  |
| 2017–18 | 1部      |      |    |    |    |    |    |    |    |          | —    | —    | イヴァナウスカス              |

## 歴代監督
- セルゲイ・ペレドゥニャ 2015-2017
- ヴァルダス・イヴァナウスカス 2017
- ルステム・フジン  2018-

## 歴代所属選手
| - ニコライ・ゴンタル - アンドレイ・チチュキン - アレクセイ・イワノフ - アナトリ・カニシチェフ - アンドレイ・コンドラショフ - ラミズ・マメドフ - ユーリ・ガジンスキー - マヌク・カコシヤン - アンドレイ・モフシシャン - ヴィタル・ブリハ | - アンドレイ・コヴァレンコ - コンスタンチン・コヴァレンコ - ヴィタリ・ランコ - キリル・パフリュチェク - セルゲイ・シュタニュク - ゲナディ・ツミロヴィッチ - ダリオ・ダミヤノビッチ - ジョシップ・ルカチェビッチ - ドラガン・ストイキッチ | - マレク・チェフ - ウラジミール・ヴォスコボイニコフ - ギオルギ・ロマイア - ユルギス・プチンスキス - ミハイルス・ジジレウス - イゴール・クラレフスキ - スルジャン・ラドニッチ - ウラジミール・ブジョビッチ - ジョージ・ハンメル - アレクセイ・ポリアコフ |